# Anne-Antoinette Nicolet

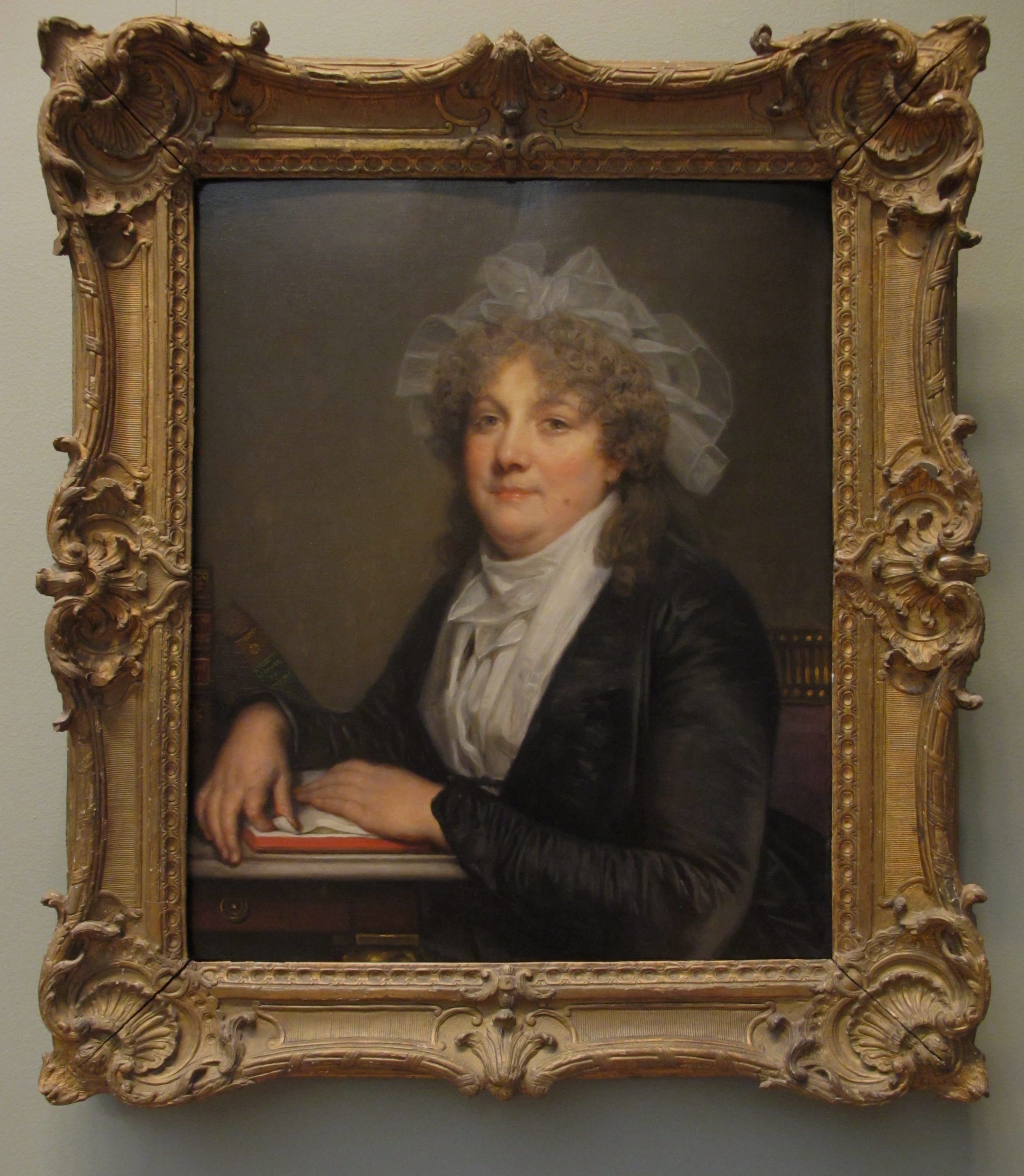
Madame Jean-Baptiste Nicolet (Anne Antoinette Desmoulins, 1743–1817) MET 55.205.2 1 copy

Anne-Antoinette Nicolet, född Desmoulins 1743, död 1817, var en fransk skådespelare och teaterdirektör.  Hon var direktör för Theatre des Grand-Danseurs du Roi (efter 1792 Theatre de la Galté) mellan 1780 och 1807 (utom 1795-96).

## Biografi
Anne-Antoinette Nicolet var dotter till en fattig daglönare i Paris. Hon gifte sig 1766 med skådespelaren Jean-Baptiste Nicolet (1728–1796); paret fick fyra barn.
Jean-Baptiste Nicolet grundade 1756 den då berömda Nicolet-teatern, Theatre de Nicolet, som var ett teatersällskap som framförde skådespel, lindans och marionetteater. Det var ett stort och framgångsrikt sällskap, den hade vid en tidpunkt trettio skådespelare, tjugo dansare och sextio musiker anställda. Anne-Antoinette Nicolet engagerades i sin makes teatersällskap och blev en av dess mer betydande scenartister. Hon spelade hjältinneroller i kärleksdramer och sedan karaktärsroller i både pantomimer och talskådespel. Teatern fick 1772 Ludvig XV:s beskydd och bytte namn till Theatre des Grand-Danseurs du Roi.
År 1780 avslutade hon sin scenkarriär, då hennes make ville att hon skulle sköta hans teater åt honom. Hon blev därmed med hans tillstånd dess direktör, en ovanlig position för en gift kvinna, som formellt stod under makens förmynderskap. Hon beskrivs som driftig, ekonomisk och klok och skötte teatern med stor framgång. Teatern överlevde franska revolutionen, men för att undvika politiska risker, bytte hon ut dess namn till det mer neutrala Theatre de la Galté efter monarkins avskaffande 1792. 
År 1795 avsattes hon som direktör av sin make, teaterns ägare, som istället tillsatte en annan direktör. Efter att hon blev änka 1796, återtog hon kontrollen över teatern, nu inte endast som dess direktör utan även som dess ägare. Hon var dess direktör fram till år 1807, då hon överlät direktörsposten på sin svärson, Frederic Bourguignon.

## Eftermäle
Anne-Antoinette Nicolet är föremål för en berömd tavla av Jean-Baptiste Greuze, som tillhör Metropolitan Museum of Art.